# Stronger / Angels with Dirty Faces (singel)
Stronger/Angels With Dirty Faces – trzeci singel zespołu Sugababes z albumu Angels with Dirty Faces. Wydany w listopadzie 2002, utrzymał się na #7 brytyjskiej listy przebojów, umacniając jeszcze pozycję Sugababes.
Do piosenki tytułowej powstał animowany klip przedstawiający członkinie zespołu. Piosenka została użyta do promocji filmu The Powderpuff Girls jak również jest motywem przewodnim serialu Atomówki.

## Lista utworów
1. Stronger – 4:00
2. Angels with Dirty Faces (Audio Drive Remix) – 7:53
3. Stronger (Almighty Club Mix) – 8:02
4. Stronger" (video)

### Wydany w Wielkiej Brytanii CD 2
1. Angels with Dirty Faces – 3:47
2. Stronger (Antoine909 Remix) – 7:35
3. Angels with Dirty Faces (Live At Leeds University, 5th October) – 4:12
4. Angels with Dirty Faces video